# Starý Vestec
Starý Vestec é uma comuna checa localizada na região da Boêmia Central, distrito de Nymburk.